# Venusfliegenfalle-Domäne
Als Venusfliegenfalle-Domäne (VFD), nach englisch venus flytrap domain auch kurz VFT-Domäne, wird eine besondere Form von ligandenbindenden Proteindomänen bezeichnet, bei der zwei aneinanderschließende größere Bereiche des gleichen Proteins in dessen Tertiärstruktur einander so gegenüberstehen, dass sie mit spezifischen Bindestellen einen Liganden dazwischen fassen können und sich bei dessen Bindung annähern, sodass eine Konformationsänderung des Rezeptorproteins eintritt. Mit einer scharnierähnlichen Bewegung wird das gebundene Molekül, zumeist eine organische Säure, zwischen den beiden lappenförmigen Domänen eingeschlossen in einer stabilen Form des Proteins.
Die Bezeichnung wurde in Analogie zum Fangmodus der Venusfliegenfalle ersonnen.
Venusfliegenfalle-Domänen sind stammesgeschichtlich alt und in vielen Arten von Archaeen und Bakterien zu finden, wo sie auch 1997 erstmals beschrieben wurden. Diese VFT-Domänen fungieren als substratbindende Proteine (P), die außerhalb der eigentlichen Zellmembran lose im periplasmatischen Raum unterwegs sein können. Wurde Substrat gebunden, so können sie in der veränderten, zugeklappten Form mitsamt dem eingefangenen Molekül an Proteine der Zellmembran koppeln, ein kleines (Q) und ein größeres Transmembranprotein (M). Im Anschluss daran klappen die VFT-Domänen auf, und das entlassene Substrat gelangt via QM – als den durch die Membran reichenden Proteinkomplex – in den cytoplasmatischen Innenraum, wird also in die Zelle aufgenommen.
Hierbei wird ein elektrochemischer Na+-Gradient als treibende Kraft für den Transport genutzt (sekundär aktiver Membrantransport). Anders als etwa ABC-Transporter ist dieses dreiteilige Transportsystem (P, Q, M) damit ATP-unabhängig, weshalb es englisch auch Tripartite ATP-independent Periplasmic transporter oder kurz TRAP genannt wird.